# Adamo à l'Olympia
Adamo à l'Olympia è un album discografico del 1965 di Adamo. L'album venne registrato dal vivo nel Teatro Olympia di Parigi con il gruppo "I Delfini" e l'orchestra del teatro diretta da François Rauber.

## Tracce
Testi e musiche di Salvatore Adamo.
1. A Vot' Bon Cœur – 2:05
2. Viens Ma Brune – 2:37
3. Les Filles Du Bord De Mer – 3:35
4. J'aime – 2:45
5. Chanson En Rondelles – 2:40
6. Quand Les Roses – 2:10
7. Mes Mains Sur Tes Hanches – 2:50
8. Comme Toujours – 2:35
9. Le Barbu Sans Barbe – 2:25
10. Ceux Que J'aime – 3:00
11. La Nuit – 3:15
12. Vous Permettez Monsieur? – 3:00

Durata totale: 32:57